# 蔣國華 (乾隆進士)
蔣國華（1725年—1779年），字遜儒，號益齋，江南蘇州府長洲縣人，清朝政治人物。

## 生平
蔣國華為蘇州婁關蔣氏家族蔣燦裔孫。祖父蔣曰樑，父蔣光宗（字思質，號古愚，晚號半禪居士，1705-1785）為蔣曰樑長子，乾隆六年（1741年）辛酉科順天鄉試副榜。母為胡會恩孫女、直隸永平府知府胡開京女。從弟蔣萬寧、蔣基、蔣泰堦、蔣慶均等皆為進士。
蔣國華為蔣光宗次子，乾隆十五年（1750年）與從叔蔣復焻同為庚午科順天鄉試舉人，乾隆二十二年（1757年）丁丑科三甲第十名進士。歷任直隸新河縣知縣、廣宗縣知縣、交河縣知縣、景州知州、冀州直隸州知州、署永平府知府，四十四年（1779年）卒於官。擔任冀州直隸州知州期間蔣國華曾大修冀州古城城墻。《全清詞•雍乾卷》收錄蔣國華悼念弟蔣國萃詞《念奴嬌》一首，選自其從祖父蔣重光編輯《昭代詞選》。

## 家庭
夫人為乾隆三年（1738年）戊午科舉人、山東濟南府通判江宗岳女；側室張氏。有三子：蔣嵩齡、蔣榮及蔣瑩。孫蔣超曾為嘉慶十六年（1811年）辛未科進士。